# فيديريكو نييتو
فيديريكو نييتو (بالإسبانية: Federico Nieto)‏ هو لاعب كرة قدم أرجنتيني في مركز الهجوم، ولد في 26 أغسطس 1983 في بوينس آيرس في الأرجنتين. لعب مع أتلتيكو باراناينسي وإستريلا دا أمادورا وبانفيلد وسوسيداد ديبورتيفو كيتو ونادي أتليتيكو كولون ونادي ألماجرو ونادي برشلونة ونادي جنوى ونادي رينجرز وهوراكان وهيلاس فيرونا.

## وصلات خارجية
- فيديريكو نييتو على موقع قاعدة بيانات كرة القدم.إي يو (الإنجليزية)
- فيديريكو نييتو على موقع Soccerway.com (الإنجليزية)
- فيديريكو نييتو على موقع AS.com (الإسبانية)